# 白头鹀

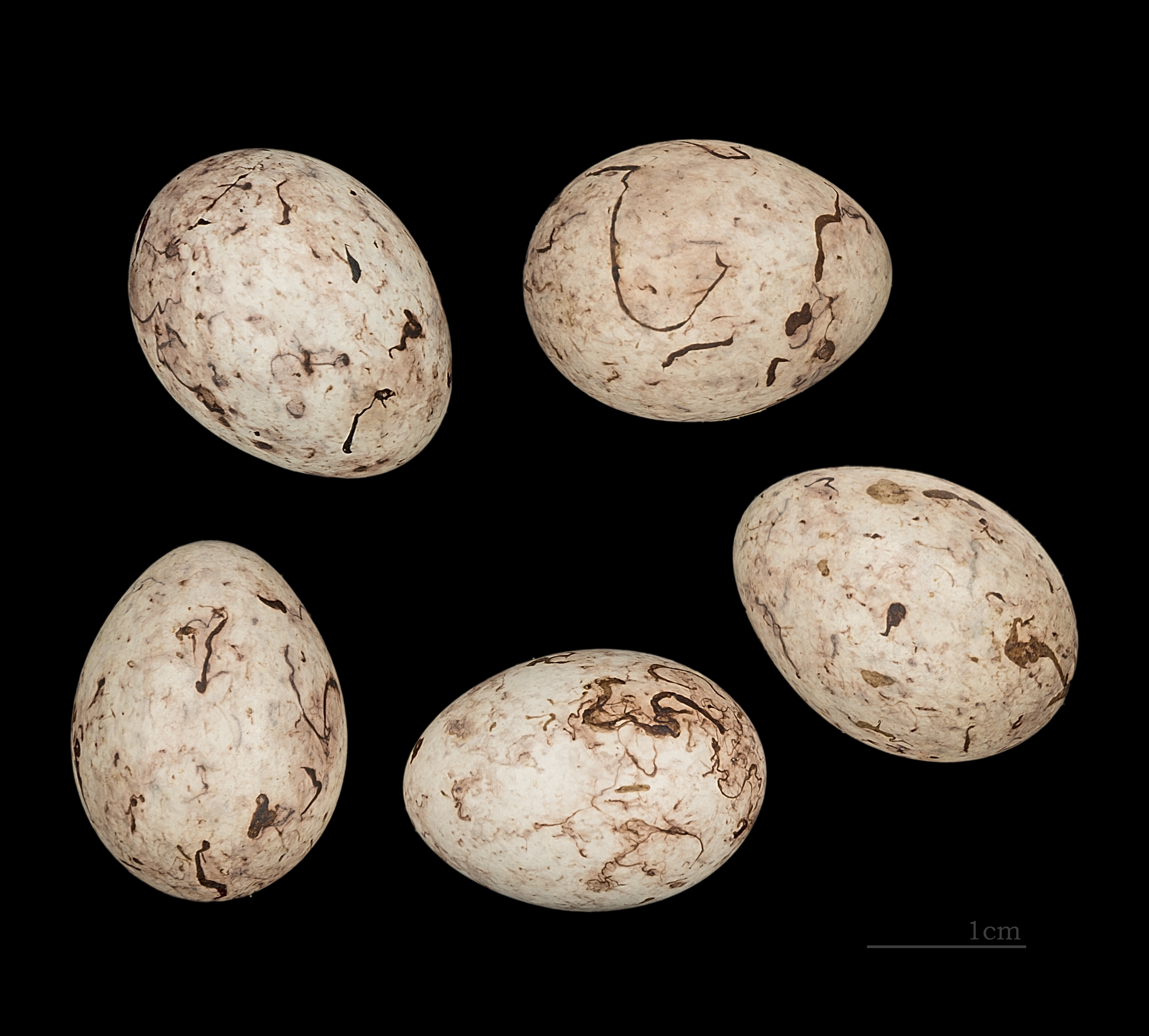
Emberiza leucocephalos

白头鹀（学名：Emberiza leucocephalos）为鵐科鹀属的鸟类。現今多數作者將鵐科與雀科（Fringillidae）分開。白頭鵐分佈於烏拉山以東的歐亞大陸。

## 詞源
屬名Emberiza源自古高地德語的Embritz，意指鵐。種名leucocephalos源自古希臘語，leukos意為「白」，kephalos意為「頭」。

## 亚种
- 白头鹀青海亚种（学名：Emberiza leucocephalos fronto）。在中国大陆，分布于青海、甘肃等地。该物种的模式产地在青海两宁河。[4]
- 白头鹀指名亚种（学名：Emberiza leucocephalos leucocephala）。分布于俄罗斯、哈萨克斯坦、蒙古、朝鲜、欧洲以及中国大陆的宁夏、新疆、内蒙古、东北、河北以至陕西、甘肃、青海、江苏等地。[5]

## 外形與鳴聲
白頭鵐是一種健壯的鳥類，體長16至17.5厘米，擁有厚實的食穀喙。雄鳥的頭頂和臉頰呈白色，前額和喉部呈栗色，背部有重重的棕色條紋。雌鳥顏色較黯淡，腹部的條紋更多。非繁殖期的羽毛與黃鵐類似，但所有的黃色部分都被白色取代。牠的鳴聲與黃鵐相似。

## 繁殖與棲地
白頭鵐分佈於古北界的溫帶亞洲，包括俄罗斯、阿富汗、巴基斯坦、蒙古、朝鲜以及中国大陆的东北、内蒙古、华北至陕西、宁夏、甘肃、青海、新疆等地。冬季遷徙至中亞、印度北部和中國南部。
牠們常見於開闊的有灌木或樹木的地區，包括耕地。主要栖息于分布于平原以及见于村旁、公园、河边的白杨及柳树、稀疏的灌木、篱笆。但比起近親黃鵐，白頭鵐更偏好開闊的森林（通常是松樹）。牠在西歐為稀有的迷鳥，但常在意大利東北部和托斯卡尼過冬。

### 白頭鵐與黃鵐的雜交個體外觀
白頭鵐與黃鵐的雜交個體顯示出混合的特徵。1982年在英格蘭薩福克觀察到的一隻迷鳥「Sizewell鵐」即是其中之一，該鳥的特徵已在《英國鳥類》中用照片記錄和展示。
對於某些雄鳥，儘管看似純種白頭鵐，但其初級飛羽邊緣顯示出黃色，這曾引起懷疑。過去，在英國，這些鳥類被視為潛在的雜交個體，且不被英國珍稀鳥類委員會接受。然而，自2004年以來，BBRC開始接受這些鳥類，前提是牠們符合以下條件：
- 額部必須是栗色，而非黑色或灰色
- 喉部必須廣泛呈栗色，且不能有暗色的頰下線或淡色的鬍鬚線
- 眉紋應為栗色或灰色，但不能是白色
- 頭部及其他部位不能有黃色，除非是初級飛羽邊緣

## 飲食
白頭鵐的天然食物是種子，當餵養幼鳥時，則以昆蟲為食。巢築於地面，每窩產下四至六顆鳥蛋，蛋上有鵐科典型的絲狀花紋。